# Bobrůvka
Bobrůvka (in tedesco Bobruwka) è un comune ceco situato nel distretto di Žďár nad Sázavou, nella regione di Vysočina.